# Monitor Automobile Works
Monitor Automobile Works war ein US-amerikanischer Hersteller von Kraftfahrzeugen.

## Unternehmensgeschichte
Das Unternehmen hatte seinen Sitz zunächst in Chicago in Illinois. William Westerlund und J. E. Norling leiteten es. J. Frank Waters war Generalmanager und Konstrukteur. 1909 begann die Produktion von Personenkraftwagen. Der Markenname lautete Monitor. Ende 1910 zog das Unternehmen nach Janesville in Wisconsin. 1911 kamen Nutzfahrzeuge dazu. Im gleichen Jahr endete die Pkw-Produktion. Lastkraftwagen entstanden noch bis 1916.
Es gab keine Verbindung zur Monitor Motor Car Company, die den gleichen Markennamen verwendete.

## Fahrzeuge
Das einzige Pkw-Modell war das Model B. Es war ein Highwheeler mit großen Rädern. Der Motor war unter dem Sitz montiert. Trotzdem gab es vorne eine Haube, die wie eine Motorhaube aussah. Der Zweizylindermotor war mit 18/20 PS angegeben. Das Fahrgestell hatte 218 cm Radstand. 1909 standen nur Stanhope und Runabout zur Wahl.
1910 kam ein viersitziger Surrey dazu, dessen hinteren Sitze für den Warentransport entfernt werden konnten. Eines dieser Fahrzeuge erzielte einen großen Erfolg bei einem Wettbewerb für Nutzfahrzeuge, als es eine Strecke von 40 Meilen in drei Stunden bewältigte, während der Zweitplatzierte 45 Minuten länger benötigte.
1911 gab es nur noch dieses nun Dual Purpose Car genannte Mehrzweckfahrzeug.

## Modellübersicht
| Jahr | Modell  | Zylinder | Leistung (PS) | Radstand (cm) | Aufbau                     |
| ---- | ------- | -------- | ------------- | ------------- | -------------------------- |
| 1909 | Model B | 2        | 18/20         | 218           | Stanhope, Runabout         |
| 1910 | Model B | 2        | 18/20         | 218           | Stanhope, Runabout, Surrey |
| 1911 | Model B | 2        | 18/20         | 218           | Dual Purpose Car           |